# Carneodon occidentalis
Carneodon occidentalis är en skalbaggsart som beskrevs av Macleay 1888. Carneodon occidentalis ingår i släktet Carneodon och familjen Dynastidae. Inga underarter finns listade.